# Peter Bertels
Peter Bertels is een Belgisch voormalig waterskiër.

## Levensloop
Bertels behaalde in 1998 zilver op het Europees kampioenschoep in de Formule 1 van het waterski racing. Daarnaast werd hij tweemaal Belgisch kampioen in de Formule 1.

## Palmares
- 1997:  Belgisch kampioenschap Formule 1
- 1997:  Diamond Race
- 1997:  Belgisch kampioenschap Formule 1
- 1998:  Diamond Race
- 1998:  Europees kampioenschap Formule 1